# Jacek Kowalczyk (samorządowiec)
Jacek Tomasz Kowalczyk (ur. 26 sierpnia 1969 w Kielcach) – polski urzędnik samorządowy i działacz turystyczny, w latach 2002–2006 członek zarządu województwa świętokrzyskiego II kadencji.

## Życiorys
W 1988 ukończył IV Liceum Ogólnokształcące im. Hanki Sawickiej w Kielcach, następnie Policealne Studium Ekonomiczne jako technik hotelarz. W latach 80. pracował jako recepcjonista m.in. w Przedsiębiorstwie Turystycznym „Łysogóry”. W 1995 został absolwentem politologii o specjalności ekonomiczno-administracyjnej w Wyższej Szkole Pedagogicznej w Kielcach. W 2010 ukończył studia typu MBA na Uniwersytecie Gdańskim. Przez kilka lat pracował w administracji państwowej. Od 1997 zatrudniony w Wydziale Kultury, Turystyki i Sportu Urzędu Wojewódzkiego, a następnie w analogicznym wydziale Urzędu Marszałkowskiego w Kielcach.
Jako bezpartyjny 27 listopada 2002 objął funkcję członka zarządu województwa świętokrzyskiego (był wówczas najmłodszym w Polsce członkiem władz województwa). Zakończył pełnienie funkcji w dniu 27 listopada 2006 wraz z upływem kadencji zarządu. Przez wiele lat kierował Świętokrzyską Regionalną Organizacją Turystyczną (2005–2019), wszedł także w skład Rady Polskiej Organizacji Turystycznej VI kadencji. W okresie jego kierownictwa w 2011 ŚROT została wyróżniona jako najlepsza organizacja turystyczna w Polsce. W 2007 został ponadto dyrektorem Departamentu Promocji, Edukacji, Kultury, Sportu i Turystyki w Urzędzie Miejskim w Kielcach, później kierował Departamentem Promocji, Edukacji, Kultury, Sportu i Turystyki Urzędu Marszałkowskiego. W późniejszym okresie współpracował z Polskim Stronnictwem Ludowym pozostając bezpartyjnym. W 2010 kandydował na prezydenta Kielc jako niezależny z poparciem PSL (zajął 4. miejsce na 7 kandydatów). Ponadto startował bez powodzenia w wyborach do sejmiku świętokrzyskiego w 2006, 2010, 2014 i 2018. W 2019 przeszedł do pracy w Urzędzie Miejskim w Ostrowcu Świętokrzyskim, a następnie został dyrektorem Miejskiego Centrum Kultury. W 2024 objął stanowisko dyrektora Wydziału Promocji, Kultury i Sportu Urzędu Miasta w Kielcach.
Żonaty z Grażyną, ma córkę. Odznaczony Brązowym Krzyżem Zasługi (2005).